# Bill Siegel
Bill Siegel (24 de diciembre de 1962 - 11 de diciembre de 2018) fue un director y productor de documentales. Algunos de sus títulos son The Trials of Muhammad Ali (premiado con el Premio Emmy) y la nominada al Óscar al mjor documental largo The Weather Underground de 2003.
Fue el autor del libro The Control Factor: Our Struggle to See the True Threat de 2012 sobre la negación de la amenaza del Islam radical.
Mientras trabajaba para Kartemquin Films, la productora anunció la su muerte por causas no explicadas.

## Premios y nominaciones
Premios Oscar
| Año  | Categoría              | Película                | Resultado |
| ---- | ---------------------- | ----------------------- | --------- |
| 2004 | Mejor documental largo | The Weather Underground | Nominado  |